# Praia de Dentro
Praia de Dentro é uma praia particular localizada na Baía de Guanabara, na Fortaleza de São João, no bairro da Urca, na Zona Sul do Rio de Janeiro.
Imprópria para banho, é uma praia de águas frias, mansas e escuras. Além disso, possui areia branca e fina.
A entrada só é permitida para militares do Exército Brasileiro, mediante apresentação de identidade militar, e de seus respectivos convidados ou de outras pessoas mediante prévia autorização do EB.